# Ruder-Europameisterschaften 2021

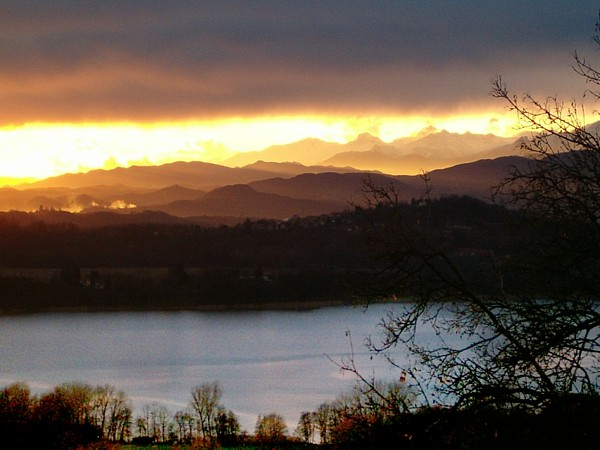
Lago di Varese

Die Ruder-Europameisterschaften 2021 wurden vom 9. bis 11. April 2021 in Varese (Italien) auf dem Lago di Varese über die olympische Wettkampfdistanz von 2000 Metern ausgetragen. Alle Finals fanden am 11. April statt. Bei den Europameisterschaften werden 24 Wettbewerbe ausgetragen, davon jeweils zehn für Männer und Frauen sowie vier für Pararuderer beider Geschlechter.
Teilnahmeberechtigt war jeweils eine Mannschaft je Wettbewerbsklasse aus den 46 europäischen Mitgliedsverbänden des Weltruderverbandes (FISA). Eine Qualifikationsregatta fand nicht statt.
Die Ruder-Europameisterschaften wurden nach 2012 zum zweiten Mal in Varese ausgetragen. Die U23-Weltmeisterschaften im Rudern fanden zwischenzeitlich 2014 in Varese statt, außerdem war der Lago di Varese mehrmals Schauplatz von Regatten des Ruder-Weltcups.
Die FISA bestätigte am 25. Januar 2021 nicht nur die planmäßige Durchführung der Europameisterschaften in Varese, sondern auch die europäische Qualifikationsregatta für die Olympischen Spiele 2020 und die Qualifikationsregatta für die Sommer-Paralympics 2020. Diese sollten vom 5. bis 7. April direkt vor den Europameisterschaften in Varese ausgetragen werden.
Aufgrund der COVID-19-Pandemie wurden in Varese Tests durchgeführt. Dabei wurde am 10. April das Virus bei drei Mitgliedern der türkischen Mannschaft nachgewiesen. Die drei positiven Personen wurden in einem Hotel isoliert. Die übrigen 17 Personen der Mannschaft, die negativ getestet worden waren, wurden ebenfalls in ein Isolationshotel gebracht und alle Boote abgemeldet. Da das Konzept des Veranstalters gut umgesetzt worden war, hatte die türkische Mannschaft keinen Kontakt zu anderen Teams, so dass der Wettbewerb mit den übrig gebliebenen Mannschaften weiter fortgesetzt werden konnte.

## Ergebnisse
Hier werden die Medaillengewinner aus den A-Finals aufgelistet. Diese werden mit sechs Booten besetzt, die sich über Vor- und Hoffnungsläufe sowie Halbfinals für das Finale qualifizieren müssen. Die Streckenlänge beträgt in allen Läufen 2000 Meter.

### Männer
| Bootsklasse                                  | Gold | Gold    | Silber | Silber  | Bronze | Bronze  |
| -------------------------------------------- | --- | ------- | --- | ------- | --- | ------- |
| Einer (M1x)                                  | Deutschland Oliver Zeidler | 6:48,86 | Dänemark Sverri Sandberg Nielsen | 6:49,97 | Polen Natan Węgrzycki-Szymczyk | 6:51,85 |
| Leichtgewichts-Einer (LM1x)                  | Ungarn Péter Galambos | 7:01,52 | Italien Gabriel Soares | 7:03,63 | Polen Artur Mikołajczewski | 7:03,83 |
| Doppelzweier (M2x)                           | Frankreich Hugo Boucheron Matthieu Androdias | 6:12,41 | Niederlande Melvin Twellaar Stef Broenink | 6:14,66 | Großbritannien John Collins Graeme Thomas | 6:14,77 |
| Leichtgewichts-Doppelzweier (LM2x)           | Irland Fintan McCarthy Paul O’Donovan | 6:18,14 | Deutschland Jonathan Rommelmann Jason Osborne | 6:19,94 | Italien Stefano Oppo Pietro Ruta | 6:21,05 |
| Doppelvierer (M4x)                           | Italien Simone Venier Andrea Panizza Luca Rambaldi Giacomo Gentili                                                                                       | 5:41,09 | Niederlande Dirk Uittenbogaard Abe Wiersma Tone Wieten Koen Metsemakers | 5:42,56 | Estland Jüri-Mikk Udam Allar Raja Tõnu Endrekson Kaspar Taimsoo                                                                                         | 5:45,44 |
| Leichtgewichts-Doppelvierer (LM4x)           | Italien Martino Goretti Antonio Vicino Patrick Rocek Niels Torre                                                                                         | 5:52,06 | Frankreich Benjamin David Baptiste Savaete Victor Marcelot Ferdinand Ludwig | 5:52,08 | Niederlande Koen van Brussel Vincent Goris Lay de Jong Ward van Zeijl                                                                                   | 6:01,62 |
| Zweier ohne Steuermann (M2-)                 | Kroatien Martin Sinković Valent Sinković | 6:23,37 | Italien Matteo Lodo Giuseppe Vicino | 6:24,72 | Serbien Martin Mačković Miloš Vasić | 6:25,58 |
| Leichtgewichts-Zweier ohne Steuermann (LM2-) | Ungarn Bence Szabó Kálmán Furkó | 6:48,48 | Italien Simone Mantegazza Simone Fasoli | 6:57,57 | Moldau Serghei Abramov Dmitrii Zincenco | 7:18,45 |
| Vierer ohne Steuermann (M4-)                 | Großbritannien Oliver Cook Matthew Rossiter Rory Gibbs Sholto Carnegie                                                                                   | 5:56,49 | Rumänien Mihăiță Țigănescu Mugurel Semciuc Ștefan Berariu Cosmin Pascari | 5:58,34 | Italien Marco Di Costanzo Giovanni Abagnale Bruno Rosetti Matteo Castaldo                                                                               | 5:59,42 |
| Achter (M8+)                                 | Großbritannien Josh Bugajski Jacob Dawson Thomas George Mohamed Sbihi Charles Elwes Oliver Wynne-Griffith James Rudkin Thomas Ford Henry Fieldman (Stm.) | 5:30,86 | Rumänien Alexandru Chioseaua Florin-Sorin Lehaci Constantin Radu Sergiu-Vasile Bejan Vlad Dragoș Aicoboae Constantin Adam Florin Arteni-Fintinariu Ciprian Huc Adrian Munteanu (Stm.) | 5:31,42 | Niederlande Bjorn van den Ende Ruben Knab Jasper Tissen Simon van Dorp Maarten Hurkmans Bram Schwarz Mechiel Versluis Robert Lücken Eline Berger (Stf.) | 5:32,25 |

### Frauen
| Bootsklasse                                  | Gold | Gold            | Silber | Silber          | Bronze | Bronze          |
| -------------------------------------------- | --- | --------------- | --- | --------------- | --- | --------------- |
| Einer (W1x)                                  | Russland Anna Prakaten 1 | 7:29,76         | Großbritannien Victoria Thornley | 7:36,17         | Schweiz Jeannine Gmelin | 7:37,10         |
| Leichtgewichts-Einer (LW1x)                  | Belarus Alena Furman | 7:41,81         | Rumänien Gianina-Elena Beleagă | 7:45,80         | Frankreich Claire Bové | 7:48,79         |
| Doppelzweier (W2x)                           | Rumänien Nicoleta-Ancuța Bodnar Simona Geanina Radiș | 6:49,84         | Litauen Donata Karalienė Milda Valčiukaitė | 6:53,33         | Großbritannien Holly Nixon Saskia Budgett | 6:55,13         |
| Leichtgewichts-Doppelzweier (LW2x)           | Italien Valentina Rodini Federica Cesarini | 6:58,66         | Großbritannien Emily Craig Imogen Grant | 6:59,56         | Niederlande Marieke Keijser Ilse Paulis | 7:01,13         |
| Doppelvierer (W4x)                           | Niederlande Laila Youssifou Inge Janssen Olivia van Rooijen Nicole Beukers                                                                                                | 6:22,82         | Großbritannien Mathilda Hodgkins-Byrne Hannah Scott Charlotte Hodgkins-Byrne Lucy Glover                                                                            | 6:23,24         | Deutschland Daniela Schultze Carlotta Nwajide Frieda Hämmerling Franziska Kampmann | 6:25,20         |
| Leichtgewichts-Doppelvierer (LW4x)           | keine Meldungen | keine Meldungen | keine Meldungen | keine Meldungen | keine Meldungen | keine Meldungen |
| Zweier ohne Steuerfrau (W2-)                 | Großbritannien Polly Swann Helen Glover | 7:02,73         | Rumänien Adriana Ailincăi Iuliana Buhuș | 7:03,02         | Spanien Aina Cid Virginia Díaz Rivas | 7:03,75         |
| Leichtgewichts-Zweier ohne Steuerfrau (LW2-) | keine Meldungen | keine Meldungen | keine Meldungen | keine Meldungen | keine Meldungen | keine Meldungen |
| Vierer ohne Steuerfrau (W4-)                 | Niederlande Elisabeth Hogerwerf Karolien Florijn Ymkje Clevering Veronique Meester                                                                                        | 6:27,51         | Irland Aifric Keogh Eimear Lambe Fiona Murtagh Emily Hegarty | 6:27,96         | Großbritannien Rowan McKellar Harriet Taylor Karen Bennett Rebecca Shorten | 6:31,27         |
| Achter (W8+)                                 | Rumänien Maria-Magdalena Rusu Viviana Iuliana Bejinariu Georgiana Dedu Maria Tivodariu Ioana Vrînceanu Amalia Bereș Mădălina Bereș Denisa Tîlvescu Daniela Druncea (Stf.) | 6:06,67         | Niederlande Elsbeth Beeres Nika Vos Dieuwertje den Besten Marloes Oldenburg Hermijntje Drenth Tinka Offereins Aletta Jorritsma Karien Robbers Dieuwke Fetter (Stf.) | 6:09,98         | Russland Jelena Daniljuk Jelisaweta Kowina Jekaterina Potapowa Anastassija Tichanowa Olga Saruba Anna Karpowa Jekaterina Sewostjanowa Jelisaweta Kornijenko Jelisaweta Krylowa (Stf.) | 6:14,40         |

Fußnote

### Para-Rudern
| Bootsklasse                                 | Gold                                                                                              | Gold     | Silber                                                                                    | Silber   | Bronze                                                                                          | Bronze   |
| ------------------------------------------- | ------------------------------------------------------------------------------------------------- | -------- | ----------------------------------------------------------------------------------------- | -------- | ----------------------------------------------------------------------------------------------- | -------- |
| PR1-Einer (PR1 M1x)                         | Ukraine Roman Poljanskyj                                                                          | 9:22,58  | Großbritannien Benjamin Pritchard                                                         | 9:34,06  | Deutschland Marcus Klemp                                                                        | 9:48,27  |
| PR1-Einer (PR1 W1x)                         | Norwegen Birgit Skarstein                                                                         | 10:22,06 | Israel Moran Samuel                                                                       | 10:27,46 | Ukraine Anna Scheremet                                                                          | 10:46,66 |
| PR2-Doppelzweier Mixed (PR2 Mix2x)          | Großbritannien Lauren Rowles Laurence Whiteley                                                    | 8:08,41  | Niederlande Annika van der Meer Corne de Koning                                           | 8:17,69  | Frankreich Perle Bouge Christophe Lavigne                                                       | 8:19,35  |
| PR3-Vierer mit Steuerfrau/-mann (PR3 Mix4+) | Großbritannien Ellen Buttrick Giedre Rakauskaite James C. Fox Oliver Stanhope Erin Kennedy (Stf.) | 6:52,14  | Frankreich Erika Sauzeau Antoine Jesel Rémy Taranto Margot Boulet Robin Le Barreau (Stm.) | 7:05,26  | Ukraine Olexandra Poljanska Darija Kotyk Stanislaw Samoljuk Maksym Schuk Julija Malassaj (Stf.) | 7:12,84  |

## Medaillenspiegel
| Platz | Land           | Gold | Silber | Bronze | Gesamt |
| ----- | -------------- | ---- | ------ | ------ | ------ |
| 1     | Großbritannien | 5    | 4      | 3      | 12     |
| 2     | Italien        | 3    | 3      | 2      | 8      |
| 3     | Niederlande    | 2    | 4      | 3      | 9      |
| 4     | Rumänien       | 2    | 4      |        | 6      |
| 5     | Ungarn         | 2    |        |        | 2      |
| 6     | Frankreich     | 1    | 2      | 2      | 5      |
| 7     | Deutschland    | 1    | 1      | 2      | 4      |
| 8     | Irland         | 1    | 1      |        | 2      |
| 9     | Ukraine        | 1    |        | 2      | 3      |
| 10    | Russland       | 1    |        | 1      | 2      |
| 11    | Kroatien       | 1    |        |        | 1      |
| 11    | Norwegen       | 1    |        |        | 1      |
| 11    | Belarus        | 1    |        |        | 1      |
| 14    | Dänemark       |      | 1      |        | 1      |
| 14    | Israel         |      | 1      |        | 1      |
| 14    | Litauen        |      | 1      |        | 1      |
| 17    | Polen          |      |        | 2      | 2      |
| 18    | Estland        |      |        | 1      | 1      |
| 18    | Moldau         |      |        | 1      | 1      |
| 18    | Schweiz        |      |        | 1      | 1      |
| 18    | Serbien        |      |        | 1      | 1      |
| 18    | Spanien        |      |        | 1      | 1      |
| Summe | Summe          | 22   | 22     | 22     | 66     |